# راندال ويليام ديفيس
راندال ويليام ديفيس (بالإنجليزية: Randall William Davis)‏ هو عالم وظائف الأعضاء أمريكي، ولد في 10 مايو 1952 في لوس أنجلوس في الولايات المتحدة.